# Округ Тод (Кентаки)
Тод (енгл. Todd County) је округ у америчкој савезној држави Кентаки.

## Демографија
По попису из 2010. године број становника је 12.460, што је 489 (4,1%) становника више него 2000. године.
| Група             | 2000.          | 2010.          |
| Белци             | 10.612 (88,6%) | 10.797 (86,7%) |
| Афроамериканци    | 1.048 (8,8%)   | 996 (8,0%)     |
| Азијати           | 20 (0,2%)      | 12 (0,1%)      |
| Хиспаноамериканци | 199 (1,7%)     | 494 (4,0%)     |
| Укупно            | 11.971         | 12.460         |